# 异叶囊瓣芹
异叶囊瓣芹（学名：Pternopetalum heterophyllum）是伞形科囊瓣芹属的植物。其种加词“heterophyllum”意为“异叶的”。异叶囊瓣芹为中国的特有植物。分布于中国大陆的甘肃、湖南、青海、湖北、四川等地，生长于海拔1,200米至2,800米的地区，一般生于林下、沟边或灌丛中荫蔽潮湿处，目前尚未由人工引种栽培。
现接受名为东亚囊瓣芹（Pternopetalum tanakae (Franch. & Sav.) Hand.-Mazz., 1933）。